# Jacques Hamelink
Jacques Hamelink właśc. Jacobus Marinus Hamelink (ur. 12 stycznia 1939 w Driewegen, zm. 17 listopada 2021) – holenderski poeta, prozaik, krytyk literacki.
Ukończył filologię niderlandzką, potem pracował jako nauczyciel. Od 1963 roku mieszkał a Amsterdamie, gdzie całkowicie poświęcił się twórczości literackiej. Wydał zbiory opowiadań takie jak: Het plantaardig bewind (1964), Horror vacui (1967), De rudimentaire mens (1968). Publikował też tomiki poezji, m.in. De eeuwige dag (1964), Een koude onrust (1967) i Oudere gronden (1969). Jego pierwsza powieść ukazała się w 1969 roku pt. Ranonkel. Był ponadto autorem słuchowiska De betoverde nacht (1970).
W 1964 otrzymał nagrodę Vijverbergera za zbiór opowiadań Het plantaardig bewind, a w 1966 roku nagrodę roku Flamandzko-Holenderskiej wymiany kulturowej, wraz z Janem Wolkersem i Simonem Vestdijkiem.